# Sjukamp för damer i friidrott vid olympiska sommarspelen 2024

Video på 800 meter loppet, den sista grenen i damernas sjukamp.

Damernas sjukamp vid olympiska sommarspelen 2024 avgjordes den 8 och 9 augusti 2024 på Stade de France i Paris. 23 idrottare från 14 nationer deltog i tävlingen. Det var 11:e gången grenen fanns med i ett OS och den har funnits med i varje OS sedan 1984.
Närvarande i tävlingen var hela pallen från OS 2020, samt pallen från de två senaste världsmästerskapen. Den tvåfaldiga regerande olympiska mästaren Nafissatou Thiam siktade på att bli den första kvinnan att vinna tre olympiska titlar i sjukamp. Den regerande världsmästaren Katarina Johnson-Thompson var ute efter att vinna sin första olympiska medalj, efter att ha slutat utanför pallen i de tre senaste upplagorna. Andra medaljutmanare var den dubbla inomhusvärldsmästaren Noor Vidts, som slutade fyra i förra OS, den återvändande OS-silvermedaljören Anouk Vetter och den flerfaldiga världsmästaren Anna Hall.
De tre första platserna i den första grenen 100 meter häck gick till Annik Kälin, Taliyah Brooks och Noor Vidts. I den andra grenen höjdhopp var det i längsta en trevägskamp mellan Thiam, Johnson-Thompson och Hall. Thiam var först av de tre att klara av 1,92 meter. Johnson-Thompson och Hall misslyckades båda på sina två första försök på den (. På sitt tredje försök kunde Johnson-Thompson ta sig över ribban, medan Hall inte gjorde det. Detta betydde att Johnson-Thompson skulle fortsätta med Thiam på nästa höjd på 1,95. I slutändan noterade båda tre misslyckanden på denna höjd, vilket innebar att de tilldelades samma antal poäng.
Sjukampen fortsatte med kulstötning. Thiam vann den grenen med ett kast på 15,54 meter, nästan en halv meter före tvåan Vetter som kastade 15,07. Vidts slutade på tredje plats med 14,57. Emma Oosterwegel, på fjärde plats, och Johnson-Thompson, på femte plats, noterade båda personliga rekord. Den första dagens sista grenen var 200 meter som  vanns av Johnson-Thompson med tiden 23,44 sekunder. Sveva Gerevini och Sofie Dokter var de andra i topp tre. Thiam slutade på 13:e plats. Efter den första dagen var Johnson-Thompson i ledning med 4055 poäng, 48 poäng före tvåan Thiam. Hall var på tredje plats med 3956.
Andra dagen började med längdhopp. Grenen vanns av Martha Araújo, som tog hem segern med ett hopp på 6,61 meter i sitt sista försök. Kälin slutade på andra plats, bara två centimeter efter henne. Thiam, Vidts och Johnson-Thompson följde efter med bara 1 centimeter mellan dem. Vetter ådrog sig en skada under tävlingen och bestämde sig för att dra sig ur sjukampen efter tävlingen. Topp tre i den totala tävlingen förblev oförändrad.
Den näst sista grenen var spjutkastning, som vanns av Thiam i Vetters frånvaro. Oosterwegel och Kate O'Connor tog andra och tredje platsen. Lite längre ner noterade både Hall och Vidts personliga rekord. Efter den grenen tog Thiam första platsen från Johnson-Thompson i den totala tävlingen och Kälin tog över tredje platsen. Inför den sista grenen hade Thiam ett försprång på 121 poäng över Johnson-Thompson. Trots detta skulle kampen om guldet bli jämn, då Johnson-Thompson var en betydligt bättre 800-meterslöpare än Thiam. Kälin, Vidts och Hall konkurrerade om bronset.
Sista grenen 800 meter sprangs i två heat. De med de högsta totala poängen sprang i andra heatet. Efter startskottet i det loppet gick Hall omedelbart till fronten och skapade en lucka på 5 meter till resten av fältet. Bakom henne bildades en jagande grupp bestående av Johnson-Thompson, Vidts och Thiam. Efter halva loppet noterade Hall den snabbaste mellantiden på 58,8 sekunder. Johnson-Thompson och Vidts låg bakom henne och noterade en tid på strax över 1 minut. Thiam hade hamnat längre bak, medan Xénia Krizsán hade anslutit sig till de två i den jagande gruppen. I slutet av loppet gick Hall i mål som segrare. Johnson-Thompson slutade precis bakom henne på andra plats, efter att ha distanserat sig från resten av den jagande gruppen på upploppet. Efter det korsade Vidts och Krizsán mållinjen. Thiam kom i mål några sekunder senare, på 9:e plats. På grund av de snabba loppen noterade 9 av de 10 första löparna personliga rekord, med grenvinnaren Hall som det enda undantaget.
Efter att poängen från den sista grenen räknats ihop i den totala poängställningen stod Thiam som segrare med totalt 6880 poäng. Johnson-Thompson slutade på andra plats, bara 32 poäng efter. Med denna seger blev Thiam den mest framgångsrika idrottaren i olympisk sjukampshistoria, eftersom hon nu är den enda idrottaren med 3 guldmedaljer i grenen. Johnson-Thompsons silvermedalj innebar att hon vann sin första olympiska medalj vid sitt fjärde OS. Vidts tog bronsmedaljen på ett personligt rekord på 6707 poäng och vann också sin första olympiska medalj.
| Spel           | Guld                     | Silver                                   | Brons              |
| Tiokamp herrar | Nafissatou Thiam Belgien | Katarina Johnson-Thompson Storbritannien | Noor Vidts Belgien |

## Kvalificering till OS-grenen
Kvalificeringsperioden för damernas sjukamp var mellan 1 juli 2023 och 30 juni 2024. 23 idrottare kvalificerade sig till evenemanget, med högst tre idrottare per nation, genom att klara av kvalificeringsstandarden 6480 poäng eller genom sin världsranking i friidrott för denna gren. 9 idrottare kvalificerade sig till sjukampen genom att uppnå kvalificeringsstandarden och ytterligare 14 idrottare tog sig dit genom sina individuella rankingar.

## Schema
Alla tider är CET.
| Datum         | Tid                     | Gren                                          |
| ------------- | ----------------------- | --------------------------------------------- |
| 8 August 2024 | 10:05 11:05 19:35 20:55 | 100 meter häck Höjdhopp Kulstötning 200 meter |
| 9 August 2024 | 10:05 11:20 20:15       | Längdhopp Spjutkastning 800 meter             |
| Referens:     |                         |                                               |

## Rekord
Innan tävlingens start fanns följande rekord:
| Rekord           | Idrottare                  | Poäng | Plats           | Datum                |
| ---------------- | -------------------------- | ----- | --------------- | -------------------- |
| Världsrekord     | Jackie Joyner-Kersee (USA) | 7291  | Seoul, Sydkorea | 23-24 september 1988 |
| Olympiskt rekord | Jackie Joyner-Kersee (USA) | 7291  | Seoul, Sydkorea | 23-24 september 1988 |
| [ 5 ]            |                            |       |                 |                      |

| Område                                   | Poäng     | Idrottare            | Nation     |
| ---------------------------------------- | --------- | -------------------- | ---------- |
| Afrika                                   | 6423      | Margaret Simpson     | Ghana      |
| Asien                                    | 6942      | Ghada Shouaa         | Syrien     |
| Europa                                   | 7032      | Carolina Klüft       | Sverige    |
| Nordamerika, Centralamerika och Karibien | 7291 0VR0 | Jackie Joyner-Kersee | USA        |
| Oceanien                                 | 6695      | Jane Flemming        | Australien |
| Sydamerika                               | 6346      | Evelis Aguilar       | Colombia   |
| [ 5 ]                                    |           |                      |            |

## Resultat
Anmärkningarnas förklaring finns längst ner.

### 100 meter häck
| 1         | 3 | Annik Kälin               | Schweiz        | 12,87 | 1144 | 0PB0  |
| 2         | 3 | Taliyah Brooks            | USA            | 13,00 | 1124 |       |
| 3         | 3 | Noor Vidts                | Belgien        | 13,10 | 1109 | 0PB0  |
| 4         | 3 | Martha Araújo             | Colombia       | 13,15 | 1102 |       |
| 5         | 3 | Chari Hawkins             | USA            | 13,16 | 1100 |       |
| 6         | 1 | Adrianna Sułek-Schubert   | Polen          | 13,32 | 1077 |       |
| 7         | 3 | Anna Hall                 | USA            | 13,36 | 1071 |       |
| 8         | 1 | Katarina Johnson-Thompson | Storbritannien | 13,40 | 1065 |       |
| 9         | 3 | Sveva Gerevini            | Italien        | 13,40 | 1065 |       |
| 10        | 2 | Emma Oosterwegel          | Nederländerna  | 13,41 | 1063 |       |
| 11        | 2 | Carolin Schäfer           | Tyskland       | 13,42 | 1062 |       |
| 12        | 2 | Camryn Newton-Smith       | Australien     | 13,46 | 1056 |       |
| 13        | 2 | Anouk Vetter              | Nederländerna  | 13,49 | 1052 |       |
| 14        | 1 | Jade O'Dowda              | Storbritannien | 13,53 | 1046 |       |
| 15        | 3 | Auriana Lazraq-Khlass     | Frankrike      | 13,54 | 1044 |       |
| 16        | 2 | Nafissatou Thiam          | Belgien        | 13,56 | 1041 |       |
| 17        | 1 | Sofie Dokter              | Nederländerna  | 13,57 | 1040 |       |
| 18        | 1 | Xénia Krizsán             | Ungern         | 13,61 | 1034 |       |
| 19        | 2 | Saga Vanninen             | Finland        | 13,61 | 1034 |       |
| 20        | 1 | Tori West                 | Australien     | 13,62 | 1033 | 0PB0  |
| 21        | 1 | Rita Nemes                | Ungern         | 13,82 | 1004 |       |
| 22        | 1 | Kate O'Connor             | Irland         | 14,08 | 967  |       |
| –         | 2 | Sophie Weißenberg         | Tyskland       | –     | –    | 0DNS0 |
| Referens: |   |                           |                |       |      |       |

### Höjdhopp
| Plac.     | Grupp | Idrottare                 | Nation         | 1,56 | 1,59 | 1,62 | 1,65 | 1,68 | 1,71 | 1,74 | 1,77 | 1,80 | 1,83 | 1,86 | 1,89 | 1,92 | 1,95 | Resultat | Poäng | Anmärk. | Total poäng | Total plac. |
| --------- | ----- | ------------------------- | -------------- | ---- | ---- | ---- | ---- | ---- | ---- | ---- | ---- | ---- | ---- | ---- | ---- | ---- | ---- | -------- | ----- | ------- | ----------- | ----------- |
| 1         | B     | Nafissatou Thiam          | Belgien        | –    | –    | –    | –    | –    | –    | –    | –    | o    | –    | o    | o    | o    | xxx  | 1,92     | 1132  |         | 2173        | 2           |
| 2         | B     | Katarina Johnson-Thompson | Storbritannien | –    | –    | –    | –    | –    | –    | –    | o    | o    | o    | xo   | xo   | xxo  | xxx  | 1,92     | 1132  |         | 2197        | 1           |
| 3         | B     | Anna Hall                 | USA            | –    | –    | –    | –    | –    | o    | o    | o    | xo   | o    | xo   | xo   | xxx  |      | 1,89     | 1093  |         | 2164        | 3           |
| 4         | B     | Sofie Dokter              | Nederländerna  | –    | –    | –    | –    | –    | o    | o    | o    | o    | xxo  | xo   | xxr  |      |      | 1,86     | 1054  |         | 2094        | 5           |
| 5         | B     | Noor Vidts                | Belgien        | –    | –    | –    | –    | o    | o    | o    | o    | xxo  | o    | xxx  |      |      |      | 1,83     | 1016  |         | 2125        | 4           |
| 6         | B     | Jade O'Dowda              | Storbritannien | –    | –    | –    | –    | o    | o    | o    | o    | o    | xxx  |      |      |      |      | 1,80     | 978   |         | 2024        | 9           |
| 7         | B     | Camryn Newton-Smith       | Australien     | –    | –    | –    | o    | o    | o    | o    | xxo  | o    | xxx  |      |      |      |      | 1,80     | 978   |         | 2034        | 8           |
| 8         | B     | Taliyah Brooks            | USA            | –    | –    | –    | –    | –    | o    | o    | xo   | xxx  |      |      |      |      |      | 1,77     | 941   |         | 2065        | 6           |
| 8         | B     | Adrianna Sułek-Schubert   | Polen          | –    | –    | –    | –    | –    | o    | o    | xo   | xxx  |      |      |      |      |      | 1,77     | 941   |         | 2018        | 10          |
| 10        | A     | Kate O'Connor             | Irland         | –    | –    | o    | o    | o    | o    | o    | xxo  | xxr  |      |      |      |      |      | 1,77     | 941   |         | 1908        | 19          |
| 11        | A     | Xénia Krizsán             | Ungern         | –    | –    | o    | o    | o    | xo   | o    | xxo  | xxr  |      |      |      |      |      | 1,77     | 941   |         | 1975        | 11          |
| 11        | A     | Rita Nemes                | Ungern         | –    | –    | –    | o    | o    | xo   | o    | xxo  | xxx  |      |      |      |      |      | 1,77     | 941   |         | 1945        | 16          |
| 13        | A     | Annik Kälin               | Schweiz        | –    | –    | o    | o    | o    | o    | o    | xxx  |      |      |      |      |      |      | 1,74     | 903   |         | 2047        | 7           |
| 14        | B     | Saga Vanninen             | Finland        | –    | –    | o    | o    | xo   | o    | o    | xxx  |      |      |      |      |      |      | 1,74     | 903   |         | 1937        | 17          |
| 14        | A     | Anouk Vetter              | Nederländerna  | –    | –    | –    | xo   | o    | o    | o    | xxx  |      |      |      |      |      |      | 1,74     | 903   |         | 1955        | 15          |
| 16        | B     | Sveva Gerevini            | Italien        | –    | –    | o    | o    | o    | xxo  | xo   | xxx  |      |      |      |      |      |      | 1,74     | 903   |         | 1968        | 13          |
| 17        | A     | Emma Oosterwegel          | Nederländerna  | –    | –    | o    | o    | xxo  | xo   | xo   | xxx  |      |      |      |      |      |      | 1,74     | 903   |         | 1966        | 14          |
| 18        | A     | Carolin Schäfer           | Tyskland       | –    | –    | –    | o    | o    | o    | xxx  |      |      |      |      |      |      |      | 1,71     | 867   |         | 1929        | 18          |
| 18        | A     | Tori West                 | Australien     | –    | –    | –    | –    | o    | o    | xxx  |      |      |      |      |      |      |      | 1,71     | 867   |         | 1900        | 20          |
| 20        | A     | Martha Araújo             | Colombia       | o    | o    | o    | o    | xo   | o    | xxx  |      |      |      |      |      |      |      | 1,71     | 867   |         | 1969        | 12          |
| 21        | A     | Auriana Lazraq-Khlass     | Frankrike      | –    | –    | –    | o    | o    | xxx  |      |      |      |      |      |      |      |      | 1,68     | 830   |         | 1874        | 21          |
| –         | B     | Chari Hawkins             | USA            | –    | –    | –    | –    | –    | xxx  |      |      |      |      |      |      |      |      | 0NM0     | 0     |         | 1100        | 22          |
| –         | B     | Sophie Weißenberg         | Tyskland       |      |      |      |      |      |      |      |      |      |      |      |      |      |      | –        | –     | 0DNS0   |             |             |
| Referens: |       |                           |                |      |      |      |      |      |      |      |      |      |      |      |      |      |      |          |       |         |             |             |

### Kulstötning
| Plac.     | Grupp | Idrottare                 | Nation         | #1    | #2     | #3    | Längd | Poäng | Anmärk. | Total poäng | Total plac. |
| --------- | ----- | ------------------------- | -------------- | ----- | ------ | ----- | ----- | ----- | ------- | ----------- | ----------- |
| 1         | B     | Nafissatou Thiam          | Belgien        | x     | 15,20  | 15,54 | 15,54 | 897   |         | 3070        | 1           |
| 2         | B     | Anouk Vetter              | Nederländerna  | 13,88 | 14,04  | 15,07 | 15,07 | 866   |         | 2821        | 8           |
| 3         | B     | Noor Vidts                | Belgien        | 14,34 | 14,23  | 14,57 | 14,57 | 832   |         | 2957        | 4           |
| 4         | A     | Emma Oosterwegel          | Nederländerna  | 13.28 | 14,54  | 14,46 | 14,54 | 830   |         | 2796        | 10          |
| 5         | A     | Katarina Johnson-Thompson | Storbritannien | 13,38 | 12,65  | 14,44 | 14,44 | 823   |         | 3020        | 2           |
| 6         | B     | Saga Vanninen             | Finland        | 13,98 | 14,19  | 13,67 | 14,19 | 807   |         | 2744        | 18          |
| 7         | A     | Martha Araújo             | Colombia       | 14,15 | 13,68  | 13,69 | 14,15 | 804   | 0PB0    | 2773        | 11          |
| 8         | B     | Anna Hall                 | USA            | 13,42 | 14,11  | x     | 14,11 | 801   |         | 2965        | 3           |
| 9         | B     | Carolin Schäfer           | Tyskland       | 13,80 | 13,88  | 14,02 | 14,02 | 795   |         | 2724        | 16          |
| 10        | B     | Annik Kälin               | Schweiz        | 14,02 | 13,79  | x     | 14,02 | 795   |         | 2842        | 6           |
| 11        | A     | Sofie Dokter              | Nederländerna  | 12,91 | 13,97  | 13,10 | 13,97 | 792   | 0PB0    | 2886        | 5           |
| 12        | A     | Adrianna Sułek-Schubert   | Polen          | 13,94 | x      | x     | 13,94 | 790   |         | 2808        | 9           |
| 13        | A     | Xénia Krizsán             | Ungern         | 13,89 | 13,89  | x     | 13,89 | 787   |         | 2762        | 13          |
| 14        | B     | Kate O'Connor             | Irland         | 13,79 | 13,30  | 13,32 | 13,79 | 780   |         | 2688        | 18          |
| 15        | B     | Auriana Lazraq-Khlass     | Frankrike      | 13,69 | x      | x     | 13,69 | 773   |         | 2647        | 20          |
| 16        | B     | Rita Nemes                | Ungern         | 13,64 | 13,27  | 13,33 | 13,64 | 770   |         | 2715        | 17          |
| 17        | B     | Chari Hawkins             | USA            | 13,64 | 13,32  | 13,01 | 13,64 | 770   |         | 1100        | 22          |
| 18        | B     | Taliyah Brooks            | USA            | 13,58 | 12,73  | 12,77 | 13,58 | 766   |         | 2831        | 7           |
| 19        | A     | Camryn Newton-Smith       | Australien     | 12,44 | 13,u11 | 12,53 | 13,11 | 735   |         | 2769        | 12          |
| 20        | A     | Jade O'Dowda              | Storbritannien | x     | 13,05  | 13,10 | 13,10 | 734   |         | 2758        | 14          |
| 21        | A     | Tori West                 | Australien     | 12,52 | 12,81  | 12,68 | 12,81 | 715   |         | 2615        | 21          |
| 22        | A     | Sveva Gerevini            | Italien        | 12,80 | 12,20  | 11,98 | 12,80 | 714   | 0PB0    | 2682        | 19          |
| –         | A     | Sophie Weißenberg         | Tyskland       | –     | –      | –     | –     | –     | 0DNS0   |             |             |
| Referens: |       |                           |                |       |        |       |       |       |         |             |             |

### 200 meter
| Plac.     | Heat | Idrottare                 | Nation         | Tid   | Poäng | Anmärk. | Total poäng | Total plac. |
| --------- | ---- | ------------------------- | -------------- | ----- | ----- | ------- | ----------- | ----------- |
| 1         | 3    | Katarina Johnson-Thompson | Storbritannien | 23,44 | 1035  |         | 4055        | 1           |
| 2         | 2    | Sveva Gerevini            | Italien        | 23,58 | 1021  |         | 3703        | 13          |
| 3         | 3    | Sofie Dokter              | Nederländerna  | 23,73 | 1007  |         | 3893        | 5           |
| 4         | 2    | Carolin Schäfer           | Tyskland       | 23,85 | 995   |         | 3719        | 11          |
| 5         | 2    | Noor Vidts                | Belgien        | 23,86 | 994   |         | 3951        | 4           |
| 6         | 3    | Auriana Lazraq-Khlass     | Frankrike      | 23,87 | 993   |         | 3640        | 18          |
| 7         | 3    | Annik Kälin               | Schweiz        | 23,88 | 992   |         | 3834        | 6           |
| 8         | 2    | Anna Hall                 | USA            | 23,89 | 991   |         | 3956        | 3           |
| 9         | 3    | Taliyah Brooks            | USA            | 24,02 | 979   |         | 3810        | 7           |
| 10        | 1    | Adrianna Sułek-Schubert   | Polen          | 24,20 | 962   |         | 3770        | 8           |
| 11        | 2    | Emma Oosterwegel          | Nederländerna  | 24,35 | 947   |         | 3743        | 10          |
| 12        | 3    | Anouk Vetter              | Nederländerna  | 24,36 | 946   |         | 3767        | 9           |
| 13        | 1    | Nafissatou Thiam          | Belgien        | 24,46 | 937   |         | 4007        | 2           |
| 14        | 2    | Martha Araújo             | Colombia       | 24,46 | 937   |         | 3710        | 12          |
| 15        | 2    | Chari Hawkins             | USA            | 24,49 | 934   |         | 2804        | 22          |
| 16        | 3    | Tori West                 | Australien     | 24,73 | 912   |         | 3527        | 21          |
| 17        | 1    | Saga Vanninen             | Finland        | 24,74 | 911   |         | 3655        | 16          |
| 18        | 2    | Camryn Newton-Smith       | Australien     | 24,76 | 909   |         | 3678        | 14          |
| 19        | 1    | Kate O'Connor             | Irland         | 24,77 | 908   |         | 3596        | 19          |
| 20        | 1    | Xénia Krizsán             | Ungern         | 24,92 | 894   |         | 3656        | 15          |
| 21        | 1    | Jade O'Dowda              | Storbritannien | 24,97 | 890   |         | 3648        | 17          |
| 22        | 1    | Rita Nemes                | Ungern         | 25,61 | 832   |         | 3547        | 20          |
| –         | 3    | Sophie Weißenberg         | Tyskland       | –     | –     | 0DNS0   |             |             |
| Referens: |      |                           |                |       |       |         |             |             |

### Längdhopp
| Plac.     | Grupp | Idrottare                 | Nation         | #1   | #2   | #3   | Längd | Poäng | Anmärk. | Total poäng | Total plac. |
| --------- | ----- | ------------------------- | -------------- | ---- | ---- | ---- | ----- | ----- | ------- | ----------- | ----------- |
| 1         | B     | Martha Araújo             | Colombia       | 6,21 | 6,25 | 6,61 | 6,61  | 1043  | 0PB0    | 4753        | 7           |
| 2         | B     | Annik Kälin               | Schweiz        | x    | 6,59 | 6,41 | 6,59  | 1036  |         | 4870        | 3           |
| 3         | B     | Nafissatou Thiam          | Belgien        | 6,05 | 6,41 | 6,41 | 6,41  | 978   |         | 4985        | 2           |
| 4         | B     | Noor Vidts                | Belgien        | 6,40 | 6,10 | 6,16 | 6,40  | 975   |         | 4926        | 4           |
| 5         | B     | Katarina Johnson-Thompson | Storbritannien | 4,65 | 6,04 | 6,40 | 6,40  | 975   |         | 5030        | 1           |
| 6         | B     | Jade O'Dowda              | Storbritannien | 6,33 | 6,33 | 6,31 | 6,33  | 953   |         | 4601        | 11          |
| 7         | A     | Sofie Dokter              | Nederländerna  | 6,26 | x    | 6,08 | 6,26  | 930   |         | 4823        | 6           |
| 8         | A     | Adrianna Sułek-Schubert   | Polen          | 6,09 | x    | 6,22 | 6,22  | 918   |         | 4688        | 12          |
| 9         | B     | Taliyah Brooks            | USA            | 5,72 | x    | 6,15 | 6,15  | 896   |         | 4706        | 10          |
| 10        | B     | Anouk Vetter              | Nederländerna  | 6,12 | 6,10 | 6,12 | 6,12  | 887   |         | 4654        | 21          |
| 11        | B     | Sveva Gerevini            | Italien        | 6,08 | x    | 5,94 | 6,08  | 874   |         | 4577        | 15          |
| 12        | A     | Xénia Krizsán             | Ungern         | x    | 5,86 | 6,03 | 6,03  | 859   |         | 4515        | 9           |
| 13        | A     | Anna Hall                 | USA            | 5,93 | 5,80 | 5,72 | 5,93  | 828   |         | 4784        | 5           |
| 14        | A     | Chari Hawkins             | USA            | x    | 5,90 | 5,66 | 5,90  | 819   |         | 3623        | 22          |
| 15        | A     | Rita Nemes                | Ungern         | 5,88 | 5,72 | 5,84 | 5,88  | 813   |         | 4360        | 19          |
| 16        | B     | Saga Vanninen             | Finland        | 5,85 | 5,82 | 4,95 | 5,85  | 804   |         | 4459        | 13          |
| 17        | A     | Kate O'Connor             | Irland         | 5,67 | 5,75 | 5,79 | 5,79  | 786   |         | 4382        | 14          |
| 18        | A     | Camryn Newton-Smith       | Australien     | 5,41 | 5,78 | 5,46 | 5,78  | 783   |         | 4461        | 16          |
| 19        | A     | Emma Oosterwegel          | Nederländerna  | 5,57 | 5,65 | 5,68 | 5,68  | 753   |         | 4496        | 8           |
| 20        | B     | Auriana Lazraq-Khlass     | Frankrike      | x    | x    | 5,59 | 5,59  | 726   |         | 4366        | 18          |
| 21        | A     | Carolin Schäfer           | Tyskland       | 5,52 | x    | 5,52 | 5,52  | 706   |         | 4425        | 17          |
| 22        | A     | Tori West                 | Australien     | 5,41 | 5,39 | 5,25 | 5,41  | 674   |         | 4201        | 20          |
|           |       | Sophie Weißenberg         | Tyskland       |      |      |      | –     | –     | 0DNS0   |             |             |
| Referens: |       |                           |                |      |      |      |       |       |         |             |             |

### Spjutkastning
| Plac.     | Grupp | Idrottare                 | Nation         | #1    | #2    | #3    | Längd | Poäng | Anmärkning | Total poäng | Total plac. |
| --------- | ----- | ------------------------- | -------------- | ----- | ----- | ----- | ----- | ----- | ---------- | ----------- | ----------- |
| 1         | B     | Nafissatou Thiam          | Belgien        | 54,04 | x     | 52,56 | 54,04 | 939   |            | 5924        | 1           |
| 2         | B     | Emma Oosterwegel          | Nederländerna  | 51,78 | 48,97 | 52,39 | 52,39 | 906   |            | 5402        | 8           |
| 3         | B     | Kate O'Connor             | Irland         | 50,36 | 50,17 | 46,63 | 50,36 | 867   |            | 5249        | 14          |
| 4         | A     | Xénia Krizsán             | Ungern         | 48,19 | 45,24 | 49,52 | 49,52 | 851   |            | 5366        | 9           |
| 5         | B     | Tori West                 | Australien     | 48,79 | x     | 41,83 | 48,79 | 837   |            | 5038        | 20          |
| 6         | B     | Annik Kälin               | Schweiz        | 48,14 | 42,37 | 45,85 | 48,14 | 824   |            | 5694        | 3           |
| 7         | A     | Saga Vanninen             | Finland        | 46,81 | 47,00 | 46,00 | 47,00 | 802   |            | 5261        | 13          |
| 8         | B     | Carolin Schäfer           | Tyskland       | 46,45 | 46,32 | 45,75 | 46,45 | 791   |            | 5216        | 17          |
| 9         | A     | Anna Hall                 | USA            | x     | 45,99 | 44,60 | 45,99 | 783   | 0PB0       | 5567        | 5           |
| 10        | B     | Martha Araújo             | Colombia       | x     | 40,66 | 45,67 | 45,67 | 776   |            | 5529        | 7           |
| 11        | A     | Katarina Johnson-Thompson | Storbritannien | 44,64 | x     | 45,49 | 45,49 | 773   |            | 5803        | 2           |
| 12        | B     | Auriana Lazraq-Khlass     | Frankrike      | 43,61 | 43,25 | 45,37 | 45,37 | 771   |            | 5137        | 18          |
| 13        | A     | Noor Vidts                | Belgien        | 43,54 | 43,83 | 45,00 | 45,00 | 763   |            | 5689        | 4           |
| 14        | A     | Camryn Newton-Smith       | Australien     | 38,95 | 44,77 | 44,02 | 44,77 | 759   |            | 5220        | 16          |
| 15        | B     | Chari Hawkins             | USA            | 44,30 | 42,40 | x     | 44,30 | 750   |            | 4373        | 21          |
| 16        | A     | Jade O'Dowda              | Storbritannien | 44,05 | 43,38 | 41,94 | 44,05 | 745   |            | 5346        | 11          |
| 17        | A     | Rita Nemes                | Ungern         | 43,64 | 42,70 | 42,27 | 43,64 | 737   |            | 5097        | 19          |
| 18        | B     | Sofie Dokter              | Nederländerna  | 41,23 | 42,26 | 42,46 | 42,46 | 715   |            | 5538        | 6           |
| 19        | A     | Sveva Gerevini            | Italien        | 37,74 | 39,68 | 36.30 | 39,68 | 661   |            | 5238        | 15          |
| 20        | A     | Taliyah Brooks            | USA            | 37,84 | 9     | 38,22 | 38,76 | 644   |            | 5350        | 10          |
| 21        | A     | Adrianna Sułek-Schubert   | Polen          | 35,60 | x     | 36,63 | 36,63 | 603   |            | 5291        | 12          |
|           | B     | Anouk Vetter              | Nederländerna  |       |       |       | –     |       | 0DNS0      |             |             |
|           |       | Sophie Weißenberg         | Tyskland       |       |       |       | –     |       | 0DNS0      |             |             |
| Referens: |       |                           |                |       |       |       |       |       |            |             |             |

### 800 meter
| Plac.     | Heat | Idrottare                 | Nation         | Tid     | Poäng | Anmärk. | Total poäng | Total plac. |    |
| --------- | ---- | ------------------------- | -------------- | ------- | ----- | ------- | ----------- | ----------- | -- |
| 1         | 2    | Anna Hall                 | USA            | 2:04,39 | 1048  |         | 6615        | 5           |    |
| 2         | 2    | Katarina Johnson-Thompson | Storbritannien | 2:04,90 | 1041  | 0PB0    | 6844        | 2           |    |
| 3         | 2    | Xénia Krizsán             | Ungern         | 2:06,27 | 1020  | 0PB0    | 6386        | 7           |    |
| 4         | 2    | Noor Vidts                | Belgien        | 2:06,38 | 1018  | 0PB0    | 6707        | 3           |    |
| 5         | 2    | Emma Oosterwegel          | Nederländerna  | 2:08,67 | 984   | 0PB0    | 6386        | 7           |    |
| 6         | 1    | Sveva Gerevini            | Italien        | 2:08,84 | 982   | 0PB0    | 6220        | 13          |    |
| 7         | 1    | Auriana Lazraq-Khlass     | Frankrike      | 2:09,45 | 973   | 0PB0    | 6110        | 16          |    |
| 8         | 1    | Rita Nemes                | Ungern         | 2:10,10 | 963   | 0PB0    | 6060        | 18          |    |
| 9         | 2    | Nafissatou Thiam          | Belgien        | 2:10,62 | 956   | 0PB0    | 6880        | 1           |    |
| 10        | 2    | Annik Kälin               | Schweiz        | 2:11,33 | 945   | 0PB0    | 6639        | 4           |    |
| 11        | 1    | Adrianna Sułek-Schubert   | Polen          | 2:12,06 | 935   |         | 6226        | 12          |    |
| 12        | 1    | Jade O'Dowda              | Storbritannien | 2:12,12 | 934   |         | 6280        | 10          |    |
| 13        | 1    | Kate O'Connor             | Irland         | 2:13,25 | 918   |         |             | 6167        | 14 |
| 14        | 2    | Sofie Dokter              | Nederländerna  | 2:13,52 | 914   |         | 6452        | 6           |    |
| 15        | 2    | Taliyah Brooks            | USA            | 2:13,95 | 908   |         | 6258        | 11          |    |
| 16        | 1    | Saga Vanninen             | Finland        | 2:14,36 | 902   | 0PB0    | 6163        | 15          |    |
| 17        | 1    | Chari Hawkins             | USA            | 2:15,76 | 882   |         | 5255        | 21          |    |
| 18        | 1    | Carolin Schäfer           | Tyskland       | 2:16,78 | 868   |         | 6084        | 17          |    |
| 19        | 2    | Martha Araújo             | Colombia       | 2:17,55 | 857   | 0PB0    | 6386        | 7           |    |
| 20        | 1    | Tori West                 | Australien     | 2:20,97 | 810   |         | 5848        | 20          |    |
| 21        | 1    | Camryn Newton-Smith       | Australien     | 2:24,63 | 762   |         | 5982        | 19          |    |
|           |      | Anouk Vetter              | Nederländerna  | –       |       | 0DNS0   |             |             |    |
|           |      | Sophie Weißenberg         | Tyskland       | –       |       | 0DNS0   |             |             |    |
| Referens: |      |                           |                |         |       |         |             |             |    |

## Totalt resultat
De bästa grenresultaten är märkerade med gul bakgrund.
| Plac.     | Idrottare                 | Nation         | Total poäng | 100 h        | HH          | KS          | 200 m        | LH          | SK          | 800 m          |
| --------- | ------------------------- | -------------- | ----------- | ------------ | ----------- | ----------- | ------------ | ----------- | ----------- | -------------- |
| 1         | Nafissatou Thiam          | Belgien        | 6880        | 1041 13,56 s | 1132 1,92 m | 897 15,54 m | 937 24.46 s  | 978 6,41 m  | 939 54,04 m | 956 2:10,62 s  |
| 2         | Katarina Johnson-Thompson | Storbritannien | 6844        | 1065 13,40 s | 1132 1,92 m | 823 14,44 m | 1035 23,44 s | 975 6,40 m  | 773 45,49 m | 1041 2:04,90 s |
| 3         | Noor Vidts                | Belgien        | 6707        | 1109 13,10 s | 1016 1,83 m | 832 14,57 m | 994 23,86 s  | 975 6,40 m  | 763 45,00 m | 1018 2:06,38 s |
| 4         | Annik Kälin               | Schweiz        | 6639 0NR0   | 1144 12,87 s | 903 1,74 m  | 795 14,02 m | 992 23,88 s  | 1036 6,59 m | 824 48,14 m | 945 2:11,33 s  |
| 5         | Anna Hall                 | USA            | 6615        | 1071 13,36 s | 1093 1,89 m | 801 14,11 m | 991 23,89 s  | 828 5,93 m  | 783 45,99 m | 1048 2:04,39 s |
| 6         | Sofie Dokter              | Nederländerna  | 6452 0PB0   | 1040 13,57 s | 1054 1,86 m | 792 13,97 m | 1007 23,73 s | 930 6,26 m  | 715 42,46 m | 914 2:13,52 s  |
| 7         | Martha Araújo             | Colombia       | 6386 0AR0   | 1102 13,15 s | 867 1,71 m  | 804 14,15 m | 937 24,46 s  | 1043 6,61 m | 776 45,67 m | 857 2:17,55 s  |
| 7         | Emma Oosterwegel          | Nederländerna  | 6386        | 1063 13,41 s | 903 1,74 m  | 830 14,54 m | 947 24,35 s  | 753 5,68 m  | 906 52,39 m | 984 2:08,67 s  |
| 7         | Xénia Krizsán             | Ungern         | 6386        | 1034 13,61 s | 941 1,77 m  | 787 13,89 m | 894 24,92 s  | 859 6,03 m  | 851 49,52 m | 1020 2:06,27 s |
| 10        | Jade O'Dowda              | Storbritannien | 6280        | 1046 13,53 s | 978 1,80 m  | 734 13,10 m | 890 24,97 s  | 953 6,33 m  | 745 44,05 m | 934 2:12,12 s  |
| 11        | Taliyah Brooks            | USA            | 6258        | 1124 13,00 s | 941 1,77 m  | 766 13,58 m | 979 24,02 s  | 896 6,15 m  | 644 38,76 m | 908 2:13,95 s  |
| 12        | Adrianna Sułek-Schubert   | Polen          | 6226        | 1077 13,32 s | 941 1,77 m  | 790 13,94 m | 962 24,20 s  | 918 6,22 m  | 603 36,63 m | 935 2:12,06 s  |
| 13        | Sveva Gerevini            | Italien        | 6220        | 1065 13,40 s | 903 1,74 m  | 714 12,80 m | 1021 23,58 s | 874 6,08 m  | 661 39,68 m | 982 2:08,84 s  |
| 14        | Kate O'Connor             | Irland         | 6167        | 967 14,08 s  | 941 1,77 m  | 780 13,79 m | 908 24,77 s  | 786 5,79 m  | 867 50,36 m | 918 2:13,25 s  |
| 15        | Saga Vanninen             | Finland        | 6163        | 1034 13,61 s | 903 1,74 m  | 807 14,19 m | 911 24,74 s  | 804 5,85 m  | 802 47,00 m | 902 2:14,36 s  |
| 16        | Auriana Lazraq-Khlass     | Frankrike      | 6110        | 1044 13,54 s | 830 1,68 m  | 773 13,69 m | 993 23,87 s  | 726 5,59 m  | 771 45,37 m | 973 2:09,45 s  |
| 17        | Carolin Schäfer           | Tyskland       | 6084        | 1062 13,42 s | 867 1,71 m  | 795 14,02 m | 995 23,85 s  | 706 5,52 m  | 791 46,45 m | 868 2:16,78 s  |
| 18        | Rita Nemes                | Ungern         | 6060        | 1004 13,82 s | 941 1,77 m  | 770 13,64 m | 832 25,61 s  | 813 5,88 m  | 737 43,64 m | 963 2:10,10 s  |
| 19        | Camryn Newton-Smith       | Australien     | 5982        | 1056 13,46 s | 978 1,80 m  | 735 13,11 m | 909 24,76 s  | 783 5,78 m  | 759 44,77 m | 762 2:24,63 s  |
| 20        | Tori West                 | Australien     | 5848        | 1033 13,62 s | 867 1,71 m  | 715 12,81 m | 912 24,73 s  | 674 5,41 m  | 837 48,79 m | 810 2:20,97 s  |
| 21        | Chari Hawkins             | USA            | 5255        | 1100 13,16 s | 0 NM0       | 770 13,64 m | 934 24,49 s  | 819 5,90 m  | 750 44,30 m | 882 2:15,76 s  |
| –         | Anouk Vetter*             | Nederländerna  | 4654* 0DNF0 | 1052 13,49 s | 903 1,74 m  | 866 15,07 m | 946 24,36 s  | 887 6,12 m  | 0DNS0       | 0DNS0          |
| –         | Sophie Weißenberg**       | Tyskland       | – 0DNS0     | 0DNS0        | 0DNS0       | 0DNS0       | 0DNS0        | 0DNS0       | 0DNS0       | 0DNS0          |
| Referens: |                           |                |             |              |             |             |              |             |             |                |

* – Anouk Vetter drog sig tillbaka efter längdhopp och deltog inte i några av de kvarvarande grenarna.

** – Sophie Weißenberg blev skadad medan hon värmde upp inför 100 meter häck och tävlade inte i några av grenarna.